# 코머슨잎코박쥐
코머슨잎코박쥐 또는 코머슨둥근잎박쥐(Hipposideros commersonii)는 잎코박쥐과에 속하는 박쥐의 일종이다. 마다가스카르섬의 토착종이다. 학명과 일반명은 프랑스 박물학자 코머슨(Philibert Commerson,1727-1773)의 이름에서 유래했다. 이전에 코머슨잎박쥐의 일부로 간주되었던 아프리카 개체군 또는 상투메 프린시페 개체군은 현재 별도의 종 자이언트둥근잎박쥐 또는 상투메잎코박쥐, 줄무늬잎코박쥐로 분류한다.